# كريستيان سيزنك
كريستيان سيزنك (بالفرنسية: Christian Seznec)‏ ولد بتاريخ 19 نوفمبر 1952 في بريست، فرنسا، هو دراج فرنسي سابق في صنف سباق الدراجات على الطريق.

## سجل النتائج

### سباقات أو مراحل فاز بها
- طواف فرنسا

## وصلات خارجية
- الموقع الرسمي

## روابط خارجية
- كريستيان سيزنك على موقع أرشيف الدراجات (الإنجليزية)
- كريستيان سيزنك على موقع إحصائيات الدراجات الإحترافية (الإنجليزية)